# Au (Dietramszell)

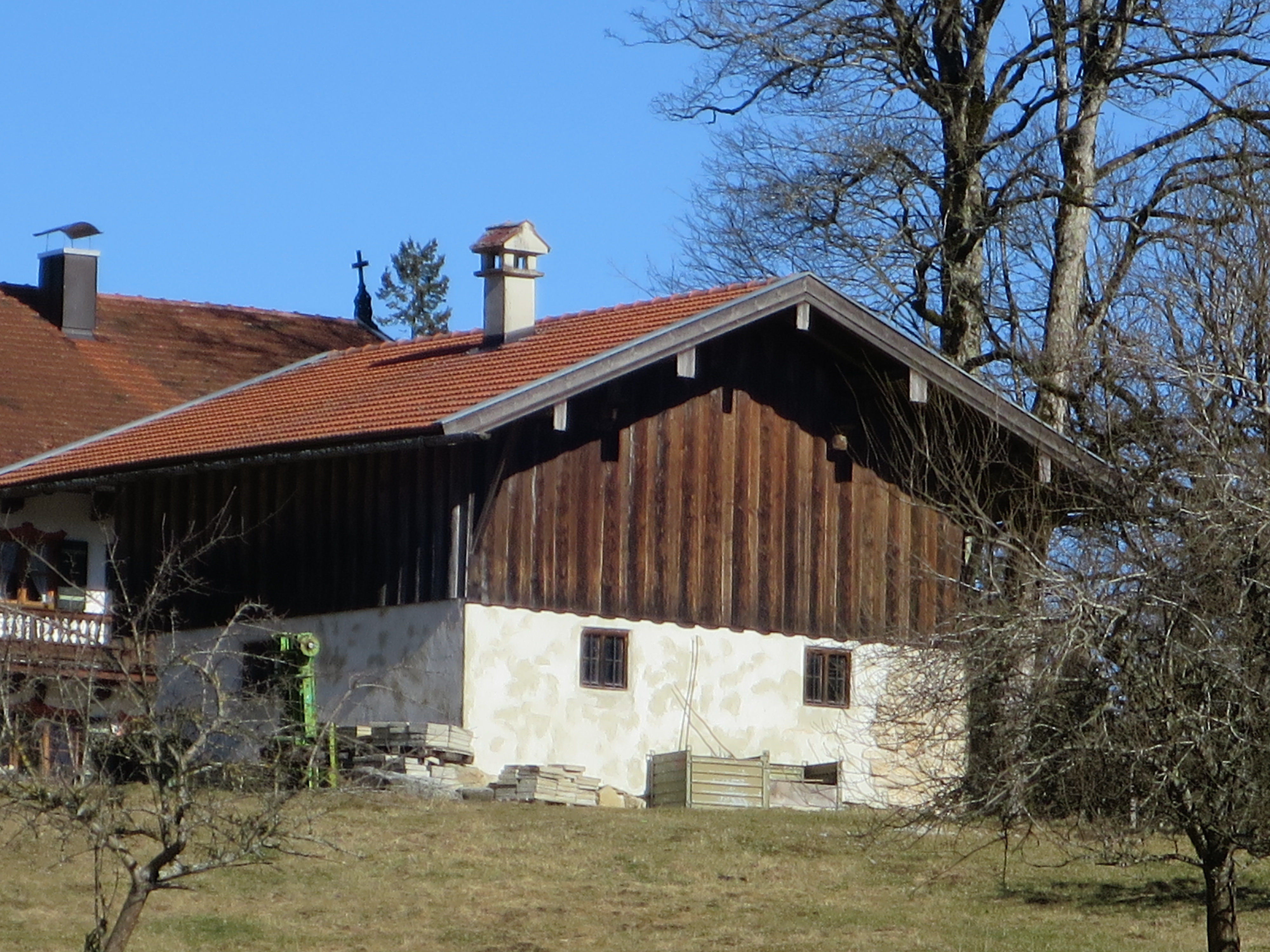
Getreidekasten in Au

Au ist ein Ortsteil der oberbayerischen Gemeinde Dietramszell im Landkreis Bad Tölz-Wolfratshausen. 

## Lage
Die Einöde liegt etwa drei Kilometer südsüdwestlich von Dietramszell. 

## Gemeindezugehörigkeit
Die Einöde gehörte zu der am 1. Mai 1978 aufgelösten Gemeinde Kirchbichl; während der Hauptort und weitere Ortsteile nach Bad Tölz eingegliedert wurden, schloss sich der nördliche Gemeindeteil, darunter auch Au, der Gemeinde Dietramszell an.

## Einwohner
Bei der Volkszählung 1987 hatte der Ort zwei Einwohner.

## Baudenkmäler
Unter Denkmalschutz steht der Getreidekasten auf dem Anwesen, ein Blockbau über Bruchstein-Erdgeschoss mit Flachsatteldach, bezeichnet mit 1810 und 1850. 
Siehe auch: Denkmalliste